# Coeranoscincus
Coeranoscincus – rodzaj jaszczurek z podrodziny Sphenomorphinae w rodzinie scynkowatych (Scincidae).

## Zasięg występowania
Rodzaj obejmuje gatunki występujące w Australii.  

## Systematyka

### Etymologia
Coeranoscincus: łac. coerano „pan, władca”; scincus „rodzaj jaszczurki, scynk”.

### Podział systematyczny
Do rodzaju należą następujące gatunki:
- Coeranoscincus frontalis
- Coeranoscincus reticulatus